# Duart Castle
Duart Castle is een dertiende-eeuws kasteel op het Schotse eiland Mull, gelegen 2,4 kilometer van Craignure. Het kasteel was de zetel van de clan MacLean.

## Geschiedenis
Duart Castle is een van de kastelen die werden gebouwd om de Sound of Mull te controleren; andere waren Dunstaffnage Castle, Dunollie Castle, Aros Castle en Ardtornish Castle.
Duart was oorspronkelijk een rechthoekige muur die een binnenplaats beschermde. In 1367 trouwde Lachlan Lubanach, de vijfde clanleider van MacLean, Mary Macdonald, dochter van de Heer van de Eilanden, en zij kreeg Duart plus een groot deel van Mull, voorheen gebied van de MacKinnons, als bruidsschat.
Lachlan bouwde de donjon buiten de muren, maar wel er tegenaan, en beveiligde zo de bron.
Sir Lachlan, de zestiende clanleider, werd in 1631 tot baron verheven door Karel I van Engeland, daarmee diens loyaliteit aan het huis van Stewart bevestigende. Sir Lachlan voegde zich bij het leger van Montrose, maar Duart Castle werd desondanks veroverd door generaal Leslie, toen deze in 1647 begon met een invasie van Mull.
In 1691 gaven de MacLeans Duart Castle en hun landgoederen op Mull over aan Archibald Campbell, hertog van Argyll, ten gevolge van zware schulden. Het kasteel verkeerde in slechte staat, maar werd desondanks nog als garnizoenskasteel gebruikt voor regeringstroepen tot 1751.
In 1910 werd Duart Castle aangekocht door Sir Fitzroy Maclean, de 26ste clanleider, die het kasteel restaureerde.

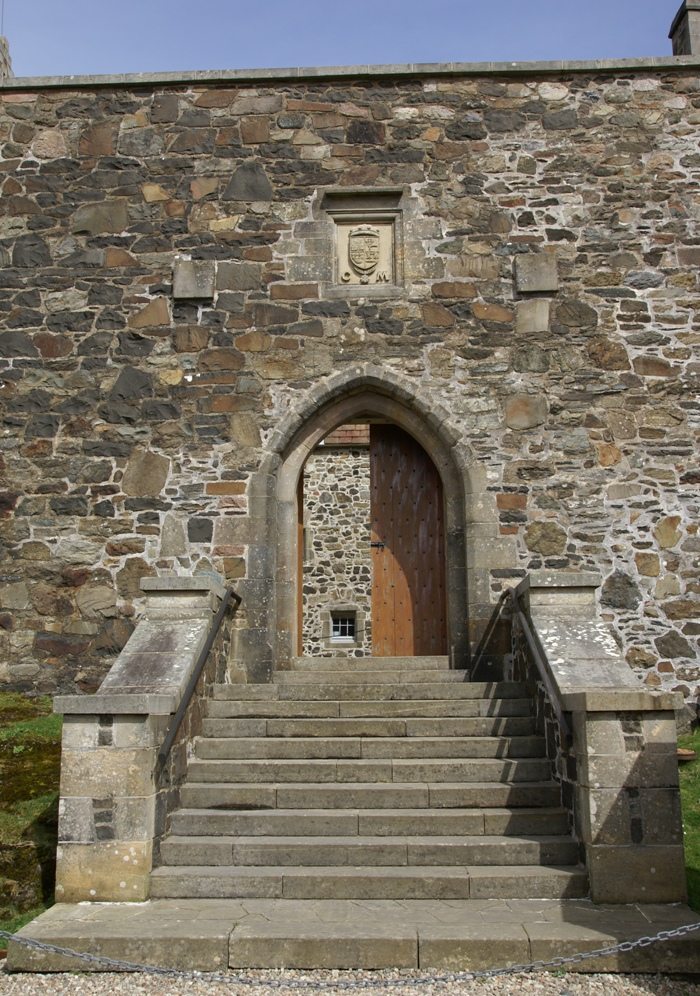
Duart Castle: hoofdingang

## Bouw
Het kasteel ligt op een rotshoogte waar de Sound of Mull, Loch Linne en de Firth of Lorne samenkomen. De dertiende-eeuwse ringmuur beschermde een binnenplaats. De erbuiten liggende veertiende-eeuwse donjon werd naast de bron gebouwd. De vleugels zijn gebouwd in de zestiende eeuw. In de zeventiende eeuw werd er onder andere een twee verdiepingen tellend poorthuis toegevoegd.
Naast het kasteel ligt een kleine begraafplaats voor de regeringssoldaten die er tussen 1745 en 1751 gelegerd waren.
In 1911 werd Duart Castle gerestaureerd en is tegenwoordig weer als residentie in gebruik.

## Beheer
Duart Castle wordt beheerd door de clan MacLean. Het kasteel is in de zomer open voor publiek.